# Главные архитекторы Таганрога
Главный архитектор Таганрога — должностное лицо в составе Администрации города Таганрога.

## Городские архитекторы Таганрога
| Фамилия, Имя Отчество      | Годы жизни | Должность            | Период руководства |
| -------------------------- | ---------- | -------------------- | ------------------ |
| Петров, Михаил Прокофьевич |            | Городской архитектор | 1867—1873          |
| Гущин, Сергей Ильич        | 1858—1908  | Городской архитектор | 1887—1899          |
| Гершкович, Борис Исаакович | 1878—19??  | Городской архитектор | 1900-е             |

## Главные архитекторы Таганрога
| Фамилия, Имя Отчество            | Годы жизни | Должность          | Период руководства |
| -------------------------------- | ---------- | ------------------ | ------------------ |
| Касюков, Александр Георгиевич    | 1927—2020  | Главный архитектор | 1964—1968          |
| Черепанов, Владимир Иванович     | 1944—2001  | Главный архитектор | 1979—1990          |
| Гейер, Владимир Александрович    | 1951—      | Главный архитектор | 1991—2000          |
| Жмакин, Анатолий Андреевич       | 1947—      | Главный архитектор | 2001—2004          |
| Рябоштанов, Сергей Юрьевич       | 1963—2009  | Главный архитектор | 2004—2009          |
| Максименко, Андрей Владимирович  | 1969—      | Главный архитектор | 2009—2012          |
| Цебров, Владимир Иванович        | 1956—      | Главный архитектор | 2012—2013          |
| Щербакова, Ольга Николаевна      | 1959—      | Главный архитектор | 2013—2016          |
| Бондарева, Наталья Александровна | 1955—      | Главный архитектор | 2016—2016          |
| Берестов, Юрий Иванович          | 1959—      | Главный архитектор | 2016 — 2018        |
| Иваненко, Дмитрий Евгеньевич     | 1974—      | Главный архитектор | 2022—2022          |
| Борисов, Александр Игоревич      | 19??—      | Главный архитектор | 2023 — наст. время |